# Бешак ет Кајо
Бешак ет Кајо (фр. Beychac-et-Caillau) насеље је и општина у југозападној Француској у региону Аквитанија, у департману Жиронда која припада префектури Бордо.
По подацима из 2011. године у општини је живело 1.996 становника, а густина насељености је износила 127,78 становника/km². Општина се простире на површини од 15,62 km². Налази се на средњој надморској висини од 46 метара (максималној 84 m, а минималној 10 m).

## Демографија
| 1962. | 1968. | 1975. | 1982. | 1990. | 1999. | 2011. |
| ----- | ----- | ----- | ----- | ----- | ----- | ----- |
| 711   | 731   | 976   | 1.468 | 1.611 | 1.782 | 1.996 |

График промене броја становника у току последњих година